# Carla Ortiz
Carla Ortiz (ur. 2 grudnia 1978 w Cochabambie) – boliwijska aktorka, producentka filmowa, reżyserka, społeczniczka. 

## Kariera artystyczna
Carla Ortiz urodziła się w 1978 r. w Cochabambie – mieście położonym w środkowej Boliwii. W wieku 13 lat rozpoczęła karierę jako modelka. Jej ojciec nie chciał, aby została aktorką. Była zmuszona sama zarobić pieniądze, aby następnie zainwestować je w swoją wymarzoną edukację. Otrzymała stypendium sportowe (tenis ziemny). W ten sposób mogła sfinansować bardzo kosztowne studia aktorskie w Stanach Zjednoczonych. Udało się jej dostać się do prestiżowej Juilliard School. To tylko utwierdziło ją w przekonaniu, że idzie w dobrym kierunku. Połączenie gry w tenisa z nauką w szkole wymagało dużego poświęcenia. W ciągu trzech lat ukończyła studia.   
Po ich ukończeniu otrzymała rolę w Słonecznym patrolu – jednym z najpopularniejszych wówczas seriali na świecie, jednakże warunkiem była sesja dla miesięcznika Playboy. Nie zgodziła się pozować, w związku z czym została zmuszona do odejścia z filmu. Wybuchł skandal. Z tego powodu wyjechała do Meksyku. Tam de facto rozpoczęła karierę filmową. Zagrała w kilku renomowanych telenowelach. Później jej pozycja zawodowa się ugruntowała. W 2005 r. przeprowadziła się do Los Angeles, gdzie aktualnie mieszka i pracuje.  Od tego czasu wystąpiła w wielu filmach i serialach telewizyjnych. Spróbowała również swoich sił w roli producentki filmowej i reżyserki. Nauczyła się biegle posługiwać językiem angielskim.
W Los Angeles założyła Flor de Loto Pictures – firmę zajmującą się produkcją filmową. Wyprodukowała m.in. Olvidados – film, który był kandydatem Boliwii do Nagrody Akademii Filmowej dla Najlepszego Filmu Nieanglojęzycznego w 2015 roku, ale nie otrzymał nominacji (wystąpiła w nim, będąc jednocześnie jego współscenarzystką). 
W grudniu 2010 r. magazyn dla mężczyzn Esquire zaliczył ją do grona „100 najbardziej seksownych kobiet na świecie”. 

### „Głos Syrii”
W 2016 r. spędziła osiem miesięcy w Syrii, gdzie kręciła film dokumentalny The Voice of Syria (pol. Głos Syrii), który jest sprzeczny z narracją głównego nurtu medialnego dotyczącą tego konfliktu. Ukazuje on m.in. sytuację w Aleppo przed decydującą bitwą o miasto. Udało jej się nagrać materiał filmowy obrazujący proces ewakuacji z syryjskiej stolicy podczas dziesięciu decydujących dni – poprzedzających wyzwolenie miasta oraz następujących po wyzwoleniu. Carla Ortiz argumentuje, że syryjski rząd w rzeczywistości nie zastrzelił bojowników opuszczających miasto. Przyznała, że Aleppo rzeczywiście zostało zniszczone w wyniku walk pomiędzy syryjskimi siłami rządowymi (z pomocą Rosji) a grupami opozycyjnymi. Jednocześnie podkreśliła, że życie w okresie, gdy miasto znajdowało się pod kontrolą rebeliantów było „naprawdę nieludzkie”. Dodała ponadto, że z tego, co zauważyła większość bojowników opozycji była w rzeczywistości najemnikami pochodzącymi z zagranicy.

## Działalność charytatywna
Wiele czasu poświęca pracy filantropijnej. Interesuje się edukacją, ekologią i pomocą humanitarną. Jest współzałożycielką kilku stowarzyszeń filantropijnych.
Była rzecznikiem prasowym Quaker Bolivia Link, angielsko-niemieckiej organizacji, która prowadzi projekt związany z zakładaniem żłobków na boliwijskich wyżynach, mający na celu wsparcie ludzi mieszkających z dala od cywilizacji (pomoc żywnościowa, udostępnienie innych możliwości rozwoju). Współpracuje ponadto z Fundacją Daniela Oporto, założoną przez swojego brata. 
W 2011 roku założyła Fundację Carli Ortiz, w celu zgromadzenia funduszy na pomoc ofiarom klęsk żywiołowych, które miały miejsce w tym samym roku w Boliwii. Została za to uhonorowana w tym samym roku przez Izbę Deputowanych Zgromadzenia Ustawodawczego Boliwii najwyższym boliwijskim odznaczeniem państwowym – Złotym Medalem Honorowym Zasługi dla Obywatela Boliwii (hiszp. Medalla de Honor de Oro al Mérito a la Ciudadana Boliviana). Posłowie docenili m.in. wkład artystki w promocję państwa za granicą. Jej praca społeczna jest zauważana także poza Boliwią. Kongres Stanów Zjednoczonych wydał certyfikat potwierdzający jej pracę filantropijną i wpływ jej dokonań filmowych na ludzkość. W listopadzie 2016 r. podczas Konferencji Stron Ramowej Konwencji Narodów Zjednoczonych w Sprawie Zmian Klimatu w Marrakeszu, jako reżyser filmu "The Voice of Syria", otrzymała nagrodę za najlepszą inicjatywę, która pozwoli wzmocnić pozycję kobiet.
Obecnie Carla Cruz pełni funkcję ambasadora praw człowieka w DESI (Europejskim Departamencie Bezpieczeństwa i Informacji dla ONZ).

## Życie prywatne
Spotykała się z Sandro Finoglio, Mister World 1998, z którym później prowadziła klub zlokalizowany przy plaży w Los Angeles. 

## Filmografia

### Aktorka
- Krople miłości (serial, 1998–)
- Mookie (1998)
- Primer amor... a mil por hora  (serial, 2000)
- Secreto de amor (serial, 2001)
- Che Guevara (2005)
- Shut Up and Shoot! (2006)
- Los Andes no creen en Dios (2007)
- Schreibe mir - Postkarten nach Copacabana (2009)
- The Land of the Astronauts (2010)
- Człowiek, który uścisnął dłoń Vicente Fernandeza (2012)
- Ripio, camionero y detective  (2012)
- Olvidados (2014)
- Xibalba (2017)

### Producentka
- Ripio, camionero y detective (producent wykonawczy, 2012)
- Olvidados (2014)
- Xibalba (współproducentka, 2017)
- The Voice of Syria (2017)

### Reżyserka
- The Voice of Syria (2017)